# دون بيرس
دون بيرس (بالإنجليزية: Donn Pearce)‏ (28 سبتمبر 1928 في الولايات المتحدة)؛ كاتب سيناريو وروائي أمريكي.

## روابط خارجية
- دون بيرس على موقع IMDb (الإنجليزية)
- دون بيرس على موقع أول موفي (الإنجليزية)
- دون بيرس على موقع قاعدة بيانات الأفلام السويدية (السويدية)
- دون بيرس على موقع قاعدة بيانات الفيلم (الإنجليزية)
- دون بيرس على موقع كينوبويسك (الروسية)